# Candidatus Pelagibacter ubique
Genre
Espèce
Candidatus Pelagibacter ubique est une petite alphaproteobacteria hétérotrophe, trouvée dans tous les océans. C'est peut-être la bactérie la plus représentée au monde (peut-être 1028 cellules). Cette bactérie était à l'origine nommée SAR11 et connue seulement grâce à ses ARNr identifiés dans des échantillons de la mer des Sargasses en 1990. La bactérie a ensuite été isolée et décrite en 2002.
Composant du bactérioplancton, Candidatus Pelagibacter a une distribution mondiale. Très petite, elle a une longueur de 0,37-0,89 µm et un diamètre de seulement 0,12-0,20 µm.
Tout petit, le génome de Candidatus Pelagibacter est séquencé : il contient 1,3 Mpb et 1 354 gènes. Il n’y a pas d’introns, pas de transposons, pas de pseudogènes, pas d’éléments extragéniques, pas d’intéines et peu de paralogues.